# Balrog

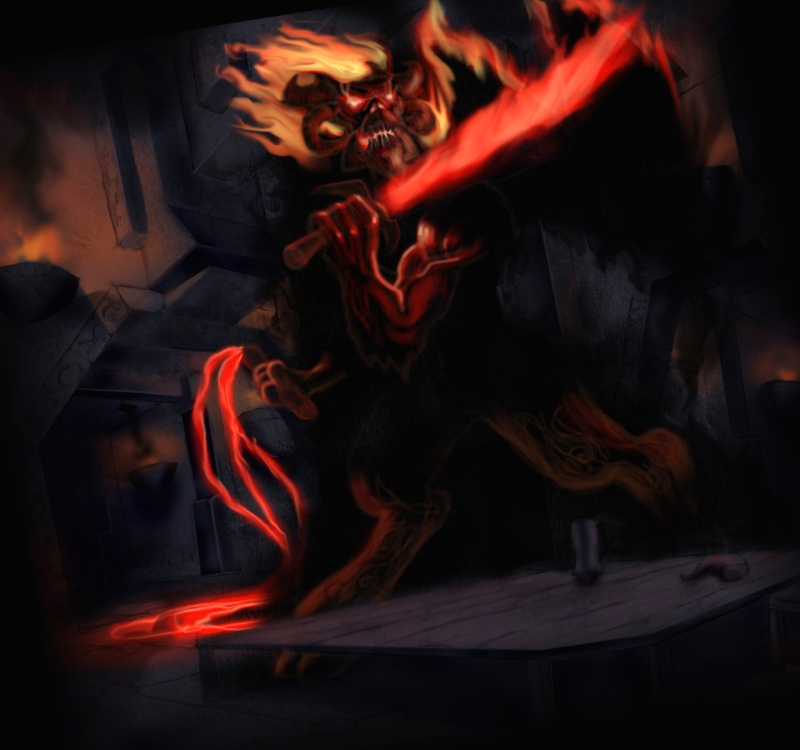
Durinova zhouba

Balrog (sindarsky Démon děsu, quenijsky Valarauco) je démon ohně a stínu ve fantasy knihách J. R. R. Tolkiena Silmarillion a Pán prstenů. Balrogové byli Maiar, které svedl Melkor. Byli Morgothovými nejstrašnějšími služebníky, až na Saurona. Jejich pánem byl Gothmog. Balrog se svojí silou a způsobenými škodami vyrovná drakům a porazit ho dokázali pouze silou rovní jedinci. V Prvním věku to byli elfové, kteří v té době byli na vrcholu svých sil, ve Třetím věku s balrogem bojoval Gandalf, který byl podobně jako balrog Maia.

## První věk (Silmarillion)
Podle Silmarillionu byli balrogové původně Maiar, které svedl Melkor ještě před stvořením Ardy. Během Prvního věku byli nejobávanějšími Morgothovými služebníky. Když Valar ve Válce hněvu zničili Morgothovu pevnost Utumno, mnozí balrogové unikli a skryli se v jámách Angbandu a hluboko u základů Země.
Jako Maiar, měli původně balrogové schopnost měnit svou fyzickou podobu pouze svou vůlí. Později však Melkor, Sauron a jejich služebníci tuto schopnost ztratili. Melkor zůstal v podobě tyrana z Utumna, gigantické a strašné postavy, nebyl však schopen uzdravit své popálené ruce od Silmarilů a zranění ze souboje s Fingolfinem na nohách a v obličeji. Sauron obdobně ztratil schopnost užívat sličnou a krásnou podobu poté, co jeho fyzické tělo bylo zničeno při Pádu Númenoru.

## První věk
Elfové se poprvé střetli s balrogy v Dagor-nuin-Giliath v Prvním věku. Po vítězství Noldor nad skřety, Fëanor táhl k Angbandu, ale proti němu vyšli balrogové a jejich vůdce Gothmog ho smrtelně zranil.
Později, během pádu Gondolinu padly pod jeho hradbami desítky balrogů, když proti nim vyrazil elfí náčelník Rog a celý dům kladiva hněvu (Melkova armáda pak byla dlouhou chvíli zcela ochromena hrůzou z porážky mocných démonů a dočasně zahnána na ústup). Dále pak v pokračující bitvě o Gondolin bojoval s balrogem Ecthelion, Pán fontán z Gondolinu a právě v tomto hrdinském boji po tom, co jím byl zraněn Tuor, zabil Gothmoga (v knize Pád Gondolinu se také říká, že rukou Ectheliona padli tři další balrogové a rukou Tuora dokonce pět). V bitvě pod Gondolinskou věží však byl Ecthelion rovněž zabit, když se obětoval a svrhl Gothmoga do královské studny. Tam, zatížen zbrojí zahynul. S balrogem se utkal také Glorfindel, který s ním při ústupu gondolinských uprchlíků bojoval v horském průsmyku holýma rukama nad propastí a nakonec jej svrhl dolů. Přestože při tom činu sám zahynul, zachránil tím život všech utečenců včetně Idril, Turgonovy dcery.

## Třetí věk (Pán prstenů; Durinova zhouba)
Balrogové byli skoro všichni zničeni na konci Prvního věku ve Válce hněvu. Někteří však unikli a skryli se v hlubinách Země. V roce 1980 Třetího věku trpaslíci v Morii kopali tak hluboko, až probudili jednoho z Morgothových balrogů, který byl trpaslíky poté, co zabil Durina VI., nazýván Durinova zhouba. V roce 3019 Společenstvo prstenu procházelo Morií a bylo napadeno v Balinově komnatě skupinou skřetů. Společenstvo bylo nuceno utéct z komnaty a Gandalf se pokusil zamknout kouzlem dveře. Ale v tu chvíli se objevil balrog a zaklínal protikouzlo. Gandalf vyslovil Velitelské slovo, ale dveře tento souboj nevydržely. Gandalf byl vyčerpán soubojem a Společenstvo ustoupilo až k můstku. Balrog je ale pronásledoval, takže Gandalf se mu na můstku postavil. V souboji se můstek zlomil a oba se zřítili do propasti. Spadli až do základů kamenů, kde byla mrazivá voda. Balrog se v ní stal slizkým, ale Gandalf se ho chytil a spolu tak procházeli tajnými chodbami Morie, které Durin nevybudoval. V těchto místech žili tvorové, které neznal ani Sauron a kteří byli starší než on. Potom došli k nekonečným schodům a vystoupali až na Durinovu věž. Tam Gandalf s balrogem bojoval a nakonec ho svrhl z hory. Balrog se roztříštil, ale Gandalf zemřel také, bloudil mimo myšlení a čas, byl však poslán zpět, neboť jeho úkol ještě nebyl dokončen. Pak ho našel Gwaihir, Pán větru, a odnesl ho do Lothlórienu, kde ho vyléčili a oblékli do bílého. Gwaihira totiž poslala sama paní Galadriel, paní země Lórien.

## Popis
Balrog je vysoký, hrozivý démon v podobě člověka ovládající oheň a stín. Působí hrůzu mezi přáteli i nepřáteli, jeho srdce je ohnivé, ale obklopuje se stínem a tmou. Z Tolkienových zápisků není jasné, jak přesně balrog vypadal. O tom, zda měl křídla, vedou tolkienologové diskuse a zatím se neshodli. Rovněž není známo, zda a kdy ztratili schopnost měnit svou podobu.

### S křídly či bez křídel
Debata o tom, zda balrogové měli křídla, vychází z kapitoly Společenstva prstenu Můstek Khazad-dûm. Jsou zde dvě reference.
- „Jeho nepřítel se znovu zastavil a stín kolem něj ho dosáhl jako dvě velká křídla.“
- „… náhle se zvedl vzhůru do velké výšky a křídla se rozprostřela od zdi ke zdi…“

Tokien použil frázi „jako dvě velká křídla“, což vede některé k názoru, že balrog neměl fyzická křídla, protože stín je v druhém případě metaforou. Někteří si však myslí, že jsou popsána skutečná křídla, takže balrogové křídla mají ve filmové adaptaci Pánu prstenů i v PC hře Lord of the Rings: Battle for Middle Earth 2.
Není jasné, zda jde o metaforu nebo o skutečný popis. V prvních náčrtcích kapitoly, jak je popsána Christopherem Tolkienem v The Treason of Isengard, se zdají být balrogové bez křídel.
Ať už však balrogové křídla mají nebo nemají, nepochybně umí létat.

## Zbraně
Balrog z Morie používal v souboji s Gandalfem meč a ohnivé důtky. V prvním věku také používali černé sekyry a palcáty.